# Cuirasatul rusesc Potiomkin
Potiomkin (Потёмкин în rusă, pronunțat aproximativ Pa-'tiom-chin), numele întreg: Kniaz Potiomkin Tavriceski (Князь Потемкин Таврический) a fost un cuirasat (Броненосец) al flotei Mării Negre a Rusiei. A fost construit la  șantierul naval Nikolaev începând cu anul 1898 și a fost lansat la apă în anul 1904. A fost botezat astfel în onoarea lui Grigori Alexandrovici Potiomkin, o personalitate militară din secolul al XVIII-lea.
Vasul a fost făcut faimos de Revolta de pe crucișătorul Potiomkin, o rebeliune a echipajului împotriva ofițerilor despotici, rebeliune care a avut loc în iunie 1905  (în timpul Revoluției ruse din 1905).
După revoltă, vasul a fost predat autorităților românești, care au returnat cuirasatul guvernului rus. În octombrie 1905, vasul a fost rebotezat Panteleimon (Пантелеймон). În aprilie 1917 vasului i s-a schimbat numele în Potiomkin-Tavriceski (Потемкин-Таврический) din nou, pentru ca în mai să se schimbe din nou numele în Boreț za svobodu (Борец за свободу - Luptătorul pentru Libertate). În 1918 a fost capturat de germani, apoi recapturat de Rușii Albi. În aprilie 1919, intervenționiștii l-au sabordat în portul Sevastopol, ca să nu cadă în mâinile bolșevicilor. După Războiul civil din Rusia, Potiomkin a fost scos de pe fundul mării și a fost demontat datorită distrugerilor ireparabile pe care le suferise.

## Caracteristici generale
- Tonaj: 12 500 tone
- Viteză: 29,6 km/h (16 noduri)
- Armament: 4 tunuri x 305 mm (12 țoli) în două turele, 16 tunuri x 152 mm (6 țoli), 14 tunuri x 75 mm (3 țoli),  diferite tunuri de calibru mic, 5 tuburi lansatoare de torpile x 380 mm.
- Echipaj: 730 ofițeri și trupă.